# 濱健人
濱 健人（はま けんと、1992年2月7日 - ）は、日本の男性声優。高知県出身。シグマ・セブン所属。ビジュアルアーツ専門学校出身。

## 経歴
高校時代に、友人の家で偶然見た『コードギアス 反逆のルルーシュ』の主人公を演じた福山潤の演技を見て声優を目指すようになる。
ビジュアルアーツ大阪声優学科10期生。専門学校2年時に行われる学内の所属事務所および所属養成所オーディションでは賢プロ一本に絞り、合格。専門学校卒業後、賢プロダクション付属の声優養成所スクールデュオに14期生として入所、2014年4月1日に事務所預かりとなる。
スクールデュオのアッパークラス在学中に、テレビアニメ『カードファイト!! ヴァンガード レギオンメイト編』のオリビエ・ガイヤール役でデビューする。
2019年4月より賢プロダクションのジュニア所属から正所属となる。
2023年12月27日に自身のXにて12月31日付けで賢プロダクションを退所することを発表。
2024年1月1日よりシグマ・セブンe所属。
2025年5月1日よりシグマ・セブン所属。
　

## 人物
特技・趣味は土佐弁、ゲーム、バスケ、お酒、K-POPのライブ鑑賞、ファッション、カラオケ、ポーカー。土佐弁は方言指導の経験あり。
座右の銘は笑顔。イベントに出演した際、「自分が笑うとお客さんも笑ってくれるんだ」と思ったことがきっかけ。
仲が良い声優仲間として、大井町クリームソーダで共演している入江玲於奈、西山宏太朗や『おしゃべりやってま〜す Nプリ』で共にパーソナリティを務めた寺島惇太、鈴木裕斗、H&Hプランナーなどでも共演した事務所の元後輩である保住有哉、A3!や悪ガキカルテットなどで共演している沢城千春、帆世雄一、小西成弥の名前を挙げている。
2020年2月、ストリートファイターVを主とするゲーム配信番組がTwitchにて開始。2021年6月にOPENREC.tvに移行し、様々なゲームをプレイする番組を開始する。
2023年3月16日に、歌や料理をメインとするYouTube個人チャンネルである『濱健人のsong! play! home! - YouTubeチャンネル』を開設。

## 出演
太字はメインキャラクター。

### テレビアニメ
2014年
- カードファイト!! ヴァンガード レギオンメイト編（オリビエ・ガイヤール）
- ガンダム Gのレコンギスタ（生徒B）
- パックワールド（パックワールドの住人、ドリルゴーストA、ゴースト、黄色トナカイ）
- 弱虫ペダル GRANDE ROAD（東村）

2015年
- うしおととら（生徒C）
- カード・バトルZERO（ジョン）
- 対魔導学園35試験小隊（生徒A）

2016年
- キズナイーバー（釜石）
- 境界のRINNE（シュウト）
- 刀剣乱舞-花丸-（2016年 - 2018年、陸奥守吉行） - 2シリーズ
- ドリフェス!（男子生徒）

2017年
- sin 七つの大罪（兵士たち）
- 活撃 刀剣乱舞（陸奥守吉行） - 土佐弁の監修も担当
- 将国のアルタイル（ロットウルムB）
- アイドルマスター SideM（木村龍）

2018年
- 魔法少女 俺（テレビスタッフ）
- ドラえもん（テレビ朝日版第2期）（未来の配達員）
- イナズマイレブン アレスの天秤（不良）
- BAKUMATSU（2018年 - 2019年、侍、スサノオ兵、若者、武士、中岡慎太郎 他） - 2シリーズ
- アイドルマスター SideM 理由あってMini!（木村龍）
- ジョジョの奇妙な冒険 黄金の風（悪ガキ2）
- ゾンビランドサガ（観客3）

2019年
- Mr.Shadow（青系）
- 荒ぶる季節の乙女どもよ。（男子生徒）

2020年
- A3!（七尾太一）
- 100万の命の上に俺は立っている（盗賊）

2021年
- どすこい すしずもう（おにぎり観客、たけのこ親方）

2022年
- パズドラ（審査モン、アニモン）
- BLEACH 千年血戦篇（死神）

2023年
- 不滅のあなたへ（レンリル市民兵）
- ひろがるスカイ!プリキュア（生徒、男子、隊員、ジムの客、街の人 他）

2024年
- 刀剣乱舞 廻 -虚伝 燃ゆる本能寺-（陸奥守吉行）
- ひとりぼっちの異世界攻略（脳筋莫迦B）
- マーダーミステリー・オブ・ザ・デッド（和田）

2025年
- ゴリラの神から加護された令嬢は王立騎士団で可愛がられる（ギルベルト・カサートカ）
- Jack the Reaper（矢継早速人）

### 劇場アニメ
- 映画 プリキュアオールスターズNewStage3 永遠のともだち（2014年）[34]
- 劇場版 カードファイト!! ヴァンガード ネオンメサイア（2014年、オリビエ・ガイヤール）
- 劇場版 弱虫ペダル（2015年、東村[35]）
- メアリと魔女の花（2017年[36]）
- 機動戦士ガンダム サンダーボルト BANDIT FLOWER（2017年）
- きみと、波にのれたら（2019年、男A[37]）
- Gのレコンギスタ I 行け！コア・ファイター（2019年、生徒）
- 特『刀剣乱舞-花丸-』～雪月花～（2022年、陸奥守吉行）- 3作品

### Webアニメ
- ポケモンジェネレーションズ（2016年）
- DEVILMAN crybaby（2018年、ククン似の少年）
- ベイブレードバースト ガチ（2019年、ガードマン）
- ラブナイツA×D（2020年、濱健人[38]）

### ゲーム
2014年
- 龍が如く 維新!（侍、町人）

2015年
- 刀剣乱舞 ONLINE（陸奥守吉行）
- STELLA GLOW（ダンテ）
- アイドルマスター SideM（2015年 - 2023年、木村龍）

2016年
- カードファイト!! ヴァンガードG ストライド トゥ ビクトリー!!（オリビエ・ガイヤール）
- トリックスター〜召喚師になりたい〜（ビンセント）

2017年
- A3!（七尾太一）
- 夢王国と眠れる100人の王子様（アピス〈2代目〉）
- 茜さすセカイでキミと詠う（森鴎外）
- 幻獣契約クリプトラクト（ヴィゴ）
- アイドルマスター SideM LIVE ON ST@GE!（2017年 - 2020年、木村龍）
- グランブルーファンタジー（陸奥守吉行）
- 契約結婚〜大統領と秘密の花嫁!?〜（葵准一郎）
- あやかしむすび（紫陽）

2018年
- WolfToxic オオカミ男に気をつけろ（狗巻小太朗）
- アニドルカラーズ（一色虎雄）

2019年
- Op8♪（弦巻アルト）
- リネージュM（ジリアン、サム）
- ヒーロー'sパーク（志波佐祐）
- ハースストーン 
- 永遠の七日（アルドリッチ〈奥德里奇〉）

2020年　
- 星屑ヘリオグラフ（恒上波智）
- GALAXYZ（ノース）
- ディズニー ツイステッドワンダーランド（チェーニャ〈アルチェーミ・アルチェーミエヴィチ・ピンカー〉）
- ピオフィオーレの晩鐘 -Episodio1926-（睿）
- AFTER L!FE（シアン〈SIAN〉）
- 食物語（東坡肉、臘八節）

2021年
- アイドルマスター ポップリンクス（木村龍）
- 琉璃櫻（命）
- ヴァンガード ZERO（オリビエ・ガイヤール）
- 恋愛戦国ロマネスク 〜影武者姫は運命をあやなす〜（雑賀孫一）
- アイドルマスター SideM GROWING STARS（2021年 - 、木村龍）

2023年
- 瑠璃櫻（ミコト）

2024年
- マツリカの炯-kEi- 天命胤異伝（紫惺）
- プリンセスピーチ Showtime! 

2025年
- PROGRESS ORDER（アーヴィン）

時期未定
- 眠りと境界のアルカナ（ラプンツェル）

### ドラマCD
2016年
- THE IDOLM@STER SideM シリーズ （2016 - 、木村龍）
  - ST@RTING LINEシリーズ 07 彩・08 FRAME （2016年）
  - NEW STAGE EPISODEシリーズ 11 FRAME（2021年）
  - CIRCLE OF DELIGHTシリーズ 02 FRAME（2023年）

- 薄桜鬼 真改 ドラマCD〜珍客逗留始末〜（三浦啓之助）
- 花とゆめ19号ふろく もっと耳で恋するドラマCD「なまいきざかり。」（男子生徒、バスケ部員C）

2017年
- マーカライト・ブルーDeeper「the Water flows into the Frame」（レイモン）

2018年
- 恋するシェアハウス5〜Which do you choose?〜（青山裕貴）

2019年
- 音戯の譜〜CHRONICLE〜シリーズ （2019年 - 、大葛籠）
  - 朱殷ノ獄門（2019年）
  - Fantasie Nacht／晦冥ノ慟哭（2019年）
  - 音戯の譜～CHRONICLE～ 2nd series 対盤編　終止符をこの手に （2021年）

- シチュエーションドラマCDおさんぽデート＆濱健人のつかるた（武宮涼） 
- HANDEAD ANTHEMシリーズ（2019年 - 、黒崎隆景、石垣真那人、白島溺、和食雷我）
  - WANTED HANDEAD（2019年）
  - 1st ANTHEM シリーズ（2020年）
    - fLeEk（白島溺）
    - 宵宵乱舞（和食雷我）
    - Why not?（黒崎隆景）
    - BIG WAVE（石垣真那人）

  - DROP SERIES（2020年）
  - TEMPEST（2021年）
  - Butterfly EffecT（2021年）

2020年
- RUSH!ドラマCDブック〜初めての家族旅行〜（一色虎雄）
- 刀剣乱舞－ONLINE－ 歌曲集と物語「あなたと 私と」（陸奥守吉行）

2021年
- ENLIGHTRIBE シリーズ （2021年 - 、鳳凰 碧瑠）
  - side.ESMERALDA -The ignition-（2021年）
  - side.SHIFTYz -The beginning-（2021年）
  - side.ESMERALDA -THE BRILLIANCE-（2021年）
  - Side.ESMERALDA -THE FACT-（2022年）
  - Side.SHIFTYz -Reminiscence-（2022年）

- ボイスドラマ零次元アイドル“琥月”[琥珀月の誓い]（香久夜幻華）

2023年
- ようこそ妄想営業部へ❤シリーズ（濱ケント）
  - イケボ商事 業務報告書 Vol.1
  - イケボ商事 業務報告書 Vol.4

2025年
- Astro Dive First Message -我楽多KING-（雷電ひかる）

### BLCD
2017年
- 木嶋兄が狙われてます。（木嶋光星）※アニメイト限定ミニドラマCD
- Flaver（社長子息）

2018年
- シンデレラは知らない（四十川義巳）
- フルーツ、ガトーショコラ（橘大和）
- 本日もペット日和 倉野仁志の場合（イナバ（うさ太））
- 魔彼 MAKARE〜魔は来たりて彼を堕とす〜第1巻 地編 「Hochmut」

2019年
- ドラッグレス・セックスシリーズ（2019年 - 2020年、友人） - 2作品

2022年
- エンサークルメントラブ（侑成）
- 夜明けの唄 シリーズ（2022年 - 、シマ） - 2作品

2023年
- ヘタレ魔王とツンデレ勇者（ベルルフ）

### デジタルコミック
- Spotted Flower（2019年、オタクな旦那様）[109][110]
- メゾンドモザイク（2022年、田上一雄）[111]
- 発情ネオンサイン（2023年、薫）[112]

### オーディオドラマ
- ボイスドラマ『同棲花盛り』シリーズ
  - 濱健人の場合 令央・達至（2020年）[113]
  - 濱健人の場合 イチト・シモン（2020年）[113]
  - 濱健人の場合 ユオン・ロウヤ （2023年）[114]
- HANDEAD ANTHEM『TRACKS TRUST』シリーズ（2020年）
  - 『夜鳴』（和食雷我）[115]
  - 『B.U.H』（白島溺）[115]
  - 『HIGH-TIDE』（石垣真那人）[116]
  - 『deva』（黒崎隆景）[116]
- 「アニドルカラーズ」シリーズ（一色虎雄）
  - History of RUSH!（2022年）[117]
  - History of RUSH! SideA・SideB（2023年）[118]
- アイドルマスターSideM CONNECT WITH MUSIC！シリーズ（2023年 - 、木村龍）
  - 寄り添う気持ち（2023年）[119]
  - 復活！炎のスポーツバラエティ（2024年）[120]
  - 夢を想い空を仰ぐ（2025年）[121]
- ビッチなあの子の言うとおり！（2024年、吾嬬純孝）[122]

### 吹き替え
- ラブ（2016年）
- フィール・ザ・ビート（2020年）
- ファミリー・ストーリー 〜これみんな家族なの?〜（2021年）
- ラブアイランドUSA 水着で恋するラスベガス編（2021年）

### 特撮
- スーパー戦隊シリーズ
  - 機界戦隊ゼンカイジャー（2021年、ショウガツワルドの声[123]）
  - ナンバーワン戦隊ゴジュウジャー（2025年、デンジス・パークの声[124]）

### 映画
- K4カンパニー THE MOVIE 〜あの日のダンボール〜（2021年、濱健人）[125][126]

### ナレーション
- アニメマシテ（2017年9月分、テレビ東京）
- 刀剣乱舞 おっきいこんのすけの刀剣散歩 参 #2（2018年10月23日、TOKYO MX[127]）
- Your Story Project 1/100 #4 合宿DAY-1 運命のチーム分けはいかに?（2020年12月27日、YouTube）[128]
- 千葉PUSH救命動画（2024年5月9日、YouTube）[129]
  - 心臓突然死とAEDについて[130]
  - 一般的な救命処置の方法[131]
  - 障がいのある方が参加できる救命処置[132]

### ラジオ・トーク番組
※はインターネット配信。
- 濱健人のニシムラジヲ（2015年・2018年 - 2019年 、RKC高知放送ラジオ、YouTube※）
- おしゃべりやってま〜す Nプリ（2016年 - 2021年 、K'z Station※）
- アイドルマスター SideM ラジオ 315プロNight!（2016年、ニコニコ生放送※）
- 月刊 新・男前通信11月号〜月刊 濱健人（2017年、文化放送モバイルplus※）
- 土岐隼一×濱健人 arithmetic Channel（2017年 -2018年 、ニコニコ生放送※）
- 良い子 悪い子 濱健人！（2018年、マンガPark※）[133]
- &CAST!!!アワー ラブランチ!（2018年 - 2020年 、超A&G+※、&CAST!!!※、水曜日担当）[134][135][136]
- パニーニとぼくら（2019年 - 、ぼく、YouTube※）[137]
- H&Hプランナー（2019年 - 2022年 アニメイトタイムズ※、YouTube※）[138]
- セガ ガールズ通信 広報宣伝ラジオ（2020年、セガ公式YouTubeチャンネル※・音泉※）[139]
- なりゆきNIGHT2（2020年 、 アニメイトタイムズ※）[140]
- A3! Blooming RADIO（2020年〈2月パーソナリティ〉、2021年〈1月・4月パーソナリティ〉、2022年〈8月パーソナリティ〉、文化放送）[141]
- IM@S MUSIC ON THE RADIO（2024年〈10月-12月パーソナリティ〉、ニコニコ動画）[142]

### ラジオCD
- ラジオCD「立ち上がれ!僕らのヴァンガード」Vol.14（2014年）ゲスト[143]
- ラジオCD「ラジオ キズナイーバー キズラジ」vol.2（2017年）ゲスト[144]
- ラジオCD「活撃 刀剣乱舞 ラジオの陣」（2018年）ゲスト[145]
- なりゆきNIGHT2 第1夜（2020年）

### テレビ番組・配信番組
※はインターネット配信。
- 手酌ですみません!〜声優たちのとっておきの居酒屋〜（2017年、TBSチャンネル[146]）
- K4カンパニー（2017年 - 2022年、ニコニコ動画※・YouTube※）[147][148]
- 幻滅セカイ系バラエティ 誰声（2018年、GENMEPER5、WOWOW・GYAO!）[149]
- セカイ系バラエティ 僕声（2019年、トーケン、GENMEPER5、WOWOW、TOKYO MX[150]）
- G3!（2019年 - 2022年、YouTube※）[151]
- はまげー（2020年 - Twitch〈2021年6月8日まで〉・OPENREC.tv※）[17]
- 講師・伊東健人によるオンライン入社説明会 ～「ようこそ妄想営業部へ❤ Season3」開幕SP!～（2021年、濱ケント、アニマックスプレミアムVOD※）[152]
- アソブる!!（2022年 - 2024年、ニコニコ生放送※・ニコニコチャンネル＋※）[153]
- 悪ガキカルテット（2024年 - 、SPWN※、YouTube※）[154]

### 舞台・朗読劇
2013年
- スクールデュオ14期アッパー公演（8月15日 - 17日、ウッディシアター中目黒）

2014年
- Theatre.TRAP 1st Stage 「Dead, but Alive」（11月1日・2日、千本桜ホール）

2015年
- Theatre.TRAP 2nd Stage 「あなたに言わなければならないことがある。」（6月27日・28日、山王FOREST）

2016年
- まるかど企画第4回公演「まるかどショートショート ここから逃げられない」（4月13日 - 17日、阿佐ヶ谷シアターシャイン）
- 大井町クリームソーダPresents VOL.5"STORY!"「サイバーパンク・ラブストーリー」（2016年12月10日・11日、TACCS1179）

2017年
- 大井町クリームソーダPresents VOL.8"STORY!"「ABIKO」（10月20日 - 22日、TACCS1179）- 小山 役

2018年
- 新春朗読シアター（1月12日・13日・14日、ウッディシアター中目黒）
- 大井町クリームソーダPresents VOL.11"STORY!"「巡愛奇譚」（6月22日 - 24日、池袋シアターグリーン BIG TREE THEATER）- 目繰巡 役

2019年
- 声優朗読劇　三島物語 ～佐野美術館 展覧会「REBORN 蘇る名刀」コラボレーション企画（1月19日、三島市民文化会館）
- 1000年女王プロジェクト第1弾「1000年女王・復活祭」（5月3日、つくばカピオ）
- オリジナル朗読劇「文豪、そして殺人鬼」（6月29日、サンリオピューロランド エンターテイメントホール） - 菅忠義 役
- オメガバースプロジェクト 朗読会 ～千夜一夜～ 夜公演（8月31日、光が丘IMAホール）
- 大井町クリームソーダpresents VOL.18"COMEDY!"「クリコとクリオの2週間」（12月5日・15日、萬劇場）

2020年
- 恋愛シミュレーション朗読劇「君を守る。そんなの猫飯前さ......」（2月21日、成増アクトホール）

2021年
- 声優朗読劇 フォアレーゼン ～ベートーヴェンがやって来た！ヤア！ヤア！ヤア！～（2月21日、富士市文化会館）
- ライブドラマシアター「消えにし後ぞ 澄みわたる ー岡田以蔵異伝ー 」（5月7-8日、日本青年館ホール、ASOBI STAGE※） - 坂本龍馬役
- 声優朗読劇 フォアレーゼン〜蒲生氏郷伝「こころみじかき　春の山風」〜＜江南＞（6月13日、江南市民文化会館）
- ハニーミルク5周年×Mixa BL朗読シリーズVol.4「JOY」（7月4日、Mixalive TOKYO Hall Mixa） - 桝山響 役
- SUMMER BEAT HANDEAD 朗読劇（7月10日、羽村市生涯学習センター）- 和食雷我・黒崎隆景・石垣真那人・白島溺 役

2022年
- 朗読劇「矢違アキラ〜幻想の世界〜」（2月19日、横浜市磯子区民文化センター杉田劇場）
- 朗読劇「ワタシにない100をもつキミと、キミにない1をもつワタシ。」（3月12日、インターネット配信）
- 朗読劇「世界から猫が消えたなら」（6月19日・24日、シアター1010 ）- 猫役・悪魔役
- 朗読劇『学園デスパネル2022』（7月13日・14日・15日、座・高円寺２）- 長瀬役
- 扉をあけるその先に～北斎からドビュッシーまで、響く波の広がり～（7月16日、すみだトリフォニーホール 小ホール）- ドビュッシー役
- 南北朝ドッペルゲンガー物語　友との約束（2022年8月7日、八女市市民会館） 
- 秋葉原夜会『アキハバラ朗読ナイト』（10月22日、from scratch）
- 朗読ライブ「旅のラゴス」（10月29日、Theater Mixa）
- 恋と嘘（11月9日・10日・11日、TIAT SKY HALL） - 矢嶋基役

2023年
- ‐音読Stage- Story of Songs Track1 ORANGE RANGE（2月9日、ヒューリックホール東京）
- 寺島惇太の朗読コント倶楽部vol.2（2月25日、新宿角筈区民ホール）
- THE IDOLM@STER SideM PASSIONABLE READING SHOW -超常事変〜対立スル正義〜-（3月12日、武蔵野の森総合スポーツプラザ メインアリーナ） - 木村龍 役
- 朗読劇『ドリアン・グレイの肖像』（5月4日、TOKYO FMホール）  - ドリアン・グレイ役
- マーダーミステリーイベント『Mixa × Murder Mystery ～ニッポン放送殺人事件～』（5月21日、Theater Mixa）
- 朗読劇「あの星に願いを」（5月25日・27日・28日、CBGKシブゲキ‼︎）- 橋本健吾役 
- マーダーミステリー劇『Love Letter for You』（6月18日、新宿村LIVE）- 伊藤隆役
- オリジナル朗読劇『文豪、そして殺人鬼 ～事件記者 尺光輝～ 完結編』令和伍年文月公演（7月15日、北沢タウンホール） - 白東役
- リーディングシアター「四つの署名」（8月5日、サンシャイン劇場）- ワトソン役
- 声優朗読劇 フォアレーゼン〜深淵のまなざし〜（8月20日、高知市文化プラザかるぽーと　大ホール）- 秀吉、辰之助役
- 朗読劇『カナリアの手帳2023』（10月12日、座・高円寺2） - 手帳の男役 
- 大井町クリームソーダpresents VOL.19“READING CINEMA!”「サイバーパンク・ラブストーリー」- ハルキ役
- 朗読劇「世界から猫が消えたなら」（12月17日、こくみん共済 coop ホール／スペース・ゼロ） - 悪魔役

2024年
- マーダーミステリー「闇夜に浮かぶ真実」（1月6日、セシオン杉並）
- eeo Stage reading朗読劇「はなしぐれ」（1月25日 - 27日、CBGKシブゲキ!!） - 鷹田慎介役
- THE IDOLM@STER SideM PASSIONABLE READING SHOW ～天地四心伝～（2月10日、幕張イベントホール） - 木村龍役
- 江戸川乱歩 名作朗読劇「怪人二十面相－暗黒星－」（2月29日、博品館劇場） - 明智小五郎役 
- 声優朗読劇フォアレーゼン～百足丸伝説～（3月10日、玉村町文化センター  にしきのホール）- 
- 朗読劇「夢から醒めない夢を見よ。」（4月12日、シアターサンモール） - 海星役
- オリジナル朗読劇『文豪、そして殺人鬼 外伝』京蜂物語 碧く相望（4月20日、雷5656会館 ときわホール） - 勇那優役
- 朗読劇「若きウェルテルの悩み」（5月2日、TOKYO FM HALL） - ヴィルヘルム役
- 朗読劇「カンゲキッ！」（5月5日、川崎市国際交流センター）
- 朗読劇『この色、君の声で聞かせて』（6月15-16日、CBGKシブゲキ!!） - 君塚俊斗役
- 朗読劇「星降る街」2024（7月6日、大手町三井ホール）
- オリジナル朗読劇『文豪、そして殺人鬼』令和六年文月公演（7月20日、雷5656会館 ときわホール） - 菅忠義 役
- 朗読劇『ニュー・ルネッサンス・イン・パリ』（7月28日、博品館劇場）- ジャック・ラング 役
- 朗読劇『初等教育ロイヤル』（8月23日 - 25日、こくみん共済 coop ホール スペース・ゼロ） - 山口 役
- 朗読劇『青野くんに触りたいから死にたい』presented by eeo Stage（9月11日 - 16日、CBGKシブゲキ!!） - 藤本雅芳 役
- オリジナル朗読劇『文豪、そして殺人鬼 ～事件記者 尺光輝～ 完結編』令和六年長月公演（9月22日、雷5656会館） - 白東 役
- 朗読イベント「ビッチなあの子の言うとおり！」（10月12日、烏山区民会館）- 吾嬬純孝 役
- 朗読劇タツノオトシゴ（10月17日・19日、CBGKシブゲキ!!）- ジャック 役r
- リーディングライブ『椿姫』（11月9日 - 10日、ブルースクエア四谷）- アルマン 役
- 『さらに！俺を知ってくれ！〜幕末編〜』（12月8日、ところざわサクラタウン ジャパンパビリオン ホールA）- 坂本龍馬 役

2025年
- 朗読劇「はなしぐれ」（1月11日 - 13日、CBGKシブゲキ!!）- 坂井進 役
- 朗読劇「モノクロの空に虹を架けよう」（2月22日・23日・25日・3月2日、新宿シアタートップス）- 拓海 役
- ハイセンスA3-D 朗読演劇「図書委員界」（10月10日 - 13日〈予定〉、CBGKシブゲキ!!） - バン 役

### 映像商品
- 濱健人のニシムラジヲ・おさんぽビデオ（2017年）[212]・2（2018年）[213]・3（2019年）[214]・4（2019年）[215][216]
- 新春朗読シアター2019 完全版 怪人二十面相・小林少年／明智小五郎・黒蜥蜴（2019年）[217]
- 声優ボウリングランプリ3（2019年）[218]
- セカイ系バラエティ 僕声シーズン2 DVD−BOX（2019年）[219]
- K4カンパニー シリーズ
  - 慰安旅行 in 河口湖〜魅力発掘!はじめての4人旅〜（2020年）[220]
  - K4カンパニー THE MOVIE〜あの日のダンボール〜[221]（2021年）
  - おとなの夏休み（2021年）[222]
  - K4カンパニー大社員総会～4年に１度のJamboree～（2022年）[223]
  - 濃いコーヒーと恋わずらい（2022年）[223]
  - FOUR SEASONS（2023年）[224]
- Mr.ShadowVR缶バッジ 青編（濱健人編）[225][226]（2020年）
- 声優イベントDVD企画 「人狼バトル lies and the truth 2020 FEBRUARY〜人狼VSプリズナー〜」（2020年）[227]
- バンダイナムコエンターテインメントフェスティバル 2days LIVE Blu-ray（2020年）[228]
- Mr.Shadow "本当に"ひみつのねずみ集会[229]（2020年）
- 声優が語る怖い話　第参幕（2023年）[230]（2023年）
- 朗読劇「カナリアの手帳2023」公演DVD（2023年）[231]

### その他コンテンツ
- 特集陳列『刀剣を楽しむ─名物刀を中心に─』刀剣乱舞版ガイド（2015年12月15日 - 2016年2月21日、京都国立博物館）[232]
- チョクメ!（2016年8月1日 - 2024年10月31日）[34]
- 小説『戒名探偵 卒塔婆くん』 PV（2018年、金満春馬）[233]
- 坂本龍馬記念館特別展 維新十傑 音声ガイド（2019年10月5日 - 12月10日）[234]
- コスモ大学天文部〜冬の星座を巡る〜 声の出演（2019年11月16日 - 2020年3月8日）[235]
- ようこそ妄想営業部へ❤（2021年 - 2023年、濱ケント）
- 刀剣乱舞-宴奏会-2022　会場内ボイス（2022年9月11日、陸奥守吉行）[236]
- デジタル時計「C'CLOCK」第11弾[237]
- 電子書籍「濱健人 NEW COLOR COLLECTION No.13」[238]
- 朗読音声付きデジタルマガジン「YOMIBITO MAGAZINE」《旅への誘い》（2024年）[239]

## ディスコグラフィ

### キャラクターソング
| 発売日   | 商品名                                                                          | 歌 | 楽曲                                                                        | 備考                                                                                               |
| 2016年   | 2016年                                                                          | 2016年 | 2016年                                                                      | 2016年                                                                                             |
| -------- | ------------------------------------------------------------------------------- | --- | --------------------------------------------------------------------------- | -------------------------------------------------------------------------------------------------- |
| 1月27日  | THE IDOLM@STER SideM ST@RTING LINE -08 FRAME                                    | FRAME | 「勇敢なるキミヘ」 「MISSION is ピースフル!」 「DRIVE A LIVE」              | ゲーム『アイドルマスター SideM』関連曲                                                             |
| 11月23日 | 刀剣乱舞-花丸- 歌詠集其の四                                                     | 陸奥守吉行（濱健人）、博多藤四郎（大須賀純）、山伏国広（櫻井トオル）、御手杵（浜田賢二） | 「お気楽珍道中」                                                            | テレビアニメ『刀剣乱舞-花丸-』エンディングテーマ                                                   |
| 12月21日 | THE IDOLM@STER SideM ORIGIN@L PIECES 02                                         | 木村龍（濱健人） | 「Happy-Go-Unlucky!」                                                       | ゲーム『アイドルマスター SideM』関連曲                                                             |
| 2月1日   | Beyond The Dream                                                                | 315プロダクション所属アイドル | 「Beyond The Dream」                                                        | ゲーム『アイドルマスター SideM』関連曲                                                             |
| 2月1日   | Beyond The Dream                                                                | 315プロダクション所属アイドル（フィジカル） | 「Beyond The Dream」                                                        | ゲーム『アイドルマスター SideM』関連曲                                                             |
| 2017年   |                                                                                 | |                                                                             | |
| 6月28日  | A3! First AUTUMN EP                                                             | 秋組 | 「oneXone」                                                                 | ゲーム『A3!』関連曲                                                                                |
| 7月26日  | 活撃特典音楽集 壱                                                               | 和泉守兼定（木村良平）、陸奥守吉行（濱健人） | 「証」                                                                      | テレビアニメ『活撃 刀剣乱舞』関連曲                                                                |
| 11月1日  | A3! Blooming AUTUMN EP                                                          | ヴォルフ［伏見臣（熊谷健太郎）］、ゼロ［七尾太一（濱健人）］ | 「Just For Myself」                                                         | ゲーム『A3!』関連曲                                                                                |
| 11月1日  | A3! Blooming AUTUMN EP                                                          | 七尾太一（濱健人） | 「Living The Dream」                                                        | ゲーム『A3!』関連曲                                                                                |
| 12月6日  | 『刀剣乱舞-花丸-』歌詠全集                                                      | 花丸刀剣男士一同 | 「花丸◎日和！47振りver.」                                                   | 劇場アニメ『刀剣乱舞-花丸- 〜幕間回想録〜』主題歌                                                  |
| 2018年   |                                                                                 | |                                                                             | |
| 1月17日  | 続『刀剣乱舞-花丸-』歌詠集 其の二                                               | 大和守安定（市来光弘）、加州清光（増田俊樹）、へし切長谷部（新垣樽助）、今剣（山下大輝）、前田藤四郎（入江玲於奈）、にっかり青江（間島淳司）、蜂須賀虎徹（興津和幸）、陸奥守吉行（濱健人） | 「花丸印の日のもとで ver.2」                                                | テレビアニメ『続 刀剣乱舞-花丸-』オープニングテーマ                                                |
| 2月14日  | THE IDOLM@STER SideM 3rd ANNIVERSARY DISC 02 FRAME & もふもふえん & F-LAGS      | FRAME | 「Swing Your Leaves」                                                       | ゲーム『アイドルマスター SideM』関連曲                                                             |
| 2月14日  | THE IDOLM@STER SideM 3rd ANNIVERSARY DISC 02 FRAME & もふもふえん & F-LAGS      | FRAME、もふもふえん、F-LAGS | 「Compass Gripper!!!」                                                      | ゲーム『アイドルマスター SideM』関連曲                                                             |
| 2月24日  | THE IDOLM@STER SideM 3rd ANNIVERSARY SOLO COLLECTION 02                         | 木村龍（濱健人） | 「Swing Your Leaves」                                                       | ゲーム『アイドルマスター SideM』関連曲                                                             |
| 6月13日  | THE IDOLM@STER SideM WORLD TRE@SURE 02                                          | 蒼井悠介（菊池勇成）、木村龍（濱健人）、若里春名（白井悠介） | 「トレジャー・パーティー！」 「MEET THE WORLD!（AMERICA Ver.）」            | ゲーム『アイドルマスター SideM LIVE ON ST@GE!』関連曲                                              |
| 11月7日  | A3! VIVID AUTUMN EP                                                             | 秋組 | 「SECOND SHOT」                                                             | ゲーム『A3!』関連曲                                                                                |
| 11月7日  | A3! VIVID AUTUMN EP                                                             | チャン［七尾太一（濱健人）］、ユン［泉田莇（小西成弥）］ | 「ロードトゥ饅頭マスター！」                                                | ゲーム『A3!』関連曲                                                                                |
| 11月14日 | THE IDOLM@STER SideM WakeMini! MUSIC COLLECTION 01                              | 315 STARS（フィジカル Ver.） | 「LET'S GO!!」                                                              | テレビアニメ『アイドルマスター SideM 理由あってMini!』エンディングテーマ                           |
| 2019年   |                                                                                 | |                                                                             | |
| 3月15日  | THE IDOLM@STER SideM WakeMini! SOLO COLLECTION 01 PHYSICAL Ver.                 | 木村龍（濱健人） | 「LET'S GO!!」                                                              | テレビアニメ『アイドルマスター SideM 理由あってMini!』関連曲                                       |
| 5月10日  | THE IDOLM@STER SideM 4th ANNIVERSARY DISC「LIVE in your SMILE / DREAM JOURNEY」 | Altessimo、W、FRAME、彩、神速一魂、S.E.M、THE 虎牙道、Legenders | 「LIVE in your SMILE」                                                      | ゲーム『アイドルマスター SideM』関連曲                                                             |
| 7月3日   | セカイ系バラエティ 僕声シーズン2 サウンドトラック                               | GENMEPER | 「幻滅交響曲"いい歌じゃねぇ"」 「イルカに騙されないで」 「絶望キーボード」  | バラエティ番組『セカイ系バラエティ 僕声 シーズン2』関連曲                                          |
| 7月24日  | A3!BRIGHT AUTUMN EP                                                             | 秋組 | 「Ever☆Blooming!」                                                          | ゲーム『A3!』関連曲                                                                                |
| 11月9日  | WANTED HANDEAD                                                                  | 天神コウ（小松昌平）、嘉間良流（益山武明）、三次利狂（増元拓也）、和食雷我（濱健人） | 「WANTED HANDEAD」                                                          | 『HANDEAD ANTHEM』関連曲                                                                           |
| 12月18日 | THE IDOLM@STER SideM 5th ANNIVERSARY DISC 01 PRIDE STAR                         | 315 ALLSTARS | 「PRIDE STAR」 「DRIVE A LIVE」 「Reason!!」 「GLORIOUS RO@D」              | ゲーム『アイドルマスター SideM』関連曲                                                             |
| 12月18日 | A3! MIX SEASONS LP                                                              | 菊川［瑠璃川幸（土岐隼一）］、三上［七尾太一（濱健人）］ | 「未完成な空で」                                                            | ゲーム『A3!』関連曲                                                                                |
| 2020年   |                                                                                 | |                                                                             | |
| 1月29日  | fLeEk                                                                           | B.U.H | 「fLeEk」                                                                   | 『HANDEAD ANTHEM』関連曲                                                                           |
| 2月12日  | 宵宵乱舞                                                                        | 夜鳴 | 「宵宵乱舞」                                                                | 『HANDEAD ANTHEM』関連曲                                                                           |
| 2月26日  | Why not?                                                                        | deva | 「Why not?」                                                                | 『HANDEAD ANTHEM』関連曲                                                                           |
| 3月6日   | THE IDOLM@STER SideM 5th ANNIVERSARY UNIT COLLECTION -PRIDE STAR-               | FRAME | 「PRIDE STAR」                                                              | ゲーム『アイドルマスター SideM』関連曲                                                             |
| 3月18日  | BIG WAVE                                                                        | HIGH-TIDE | 「BIG WAVE」                                                                | 『HANDEAD ANTHEM』関連曲                                                                           |
| 3月18日  | THE IDOLM@STER SideM 5th ANNIVERSARY DISC 04 FRAME&S.E.M&Legenders              | FRAME | 「スリーブレス」                                                            | ゲーム『アイドルマスター SideM』関連曲                                                             |
| 3月18日  | THE IDOLM@STER SideM 5th ANNIVERSARY DISC 04 FRAME&S.E.M&Legenders              | FRAME、S.E.M、Legenders | 「Bet your intuition!」                                                     | ゲーム『アイドルマスター SideM』関連曲                                                             |
| 7月15日  | Rewrite the World                                                               | 夜鳴 | 「Rewrite the World」 「参上！わりことし」                                  | 『HANDEAD ANTHEM』関連曲                                                                           |
| 8月19日  | HIGH-LIGHT-BLUE                                                                 | HIGH-TIDE | 「HIGH-LIGHT-BLUE」 「Miss Mermaid」                                        | 『HANDEAD ANTHEM』関連曲                                                                           |
| 8月26日  | THE IDOLM@STER SideM 5th ANNIVERSARY SOLO COLLECTION 03                         | 木村龍（濱健人） | 「スリーブレス」                                                            | ゲーム『アイドルマスター SideM』関連曲                                                             |
| 9月16日  | INFECTION                                                                       | B.U.H | 「INFECTION」 「Crazy Be Crazy」                                            | 『HANDEAD ANTHEM』関連曲                                                                           |
| 9月19日  | アイドルマスター SideM ストラグルハート 第2巻特装版特典CD                       | FRAME | 「喝彩！〜花鳥風月〜」                                                      | 漫画『アイドルマスター SideM ストラグルハート』関連曲                                              |
| 10月2日  | Rush!                                                                           | 一色虎雄（濱健人）、十郷理（古川慎）、百瀬かすみ（上村祐翔）、千堂勝利（増田俊樹）、万智綾太（小林裕介） | 「Rush!」                                                                   | ゲーム『アニドルカラーズ』関連曲                                                                   |
| 10月2日  | Rush!                                                                           | 一色虎雄（濱健人） | 「Rush!」                                                                   | ゲーム『アニドルカラーズ』関連曲                                                                   |
| 10月7日  | 刀剣乱舞-ONLINE- 歌曲集と物語 あなたと 私と                                     | 陸奥守吉行（濱健人） | 「あなたと 私と」                                                           | ゲーム『刀剣乱舞-ONLINE-』関連曲                                                                   |
| 10月7日  | 刀剣乱舞-ONLINE- 歌曲集と物語 あなたと 私と                                     | 加州清光（増田俊樹）、歌仙兼定（石川界人）、陸奥守吉行（濱健人）、山姥切国広（前野智昭）、蜂須賀虎徹（興津和幸） | 「あなたと 私と」                                                           | ゲーム『刀剣乱舞-ONLINE-』関連曲                                                                   |
| 10月21日 | Calling you                                                                     | deva | 「Calling you」 「命の華」                                                  | キャラクターコンテンツ『HANDEAD ANTHEM』関連曲                                                     |
| 11月11日 | MAD PARADE                                                                      | B.U.H | 「MAD PARADE」                                                              | キャラクターコンテンツ『HANDEAD ANTHEM』関連曲                                                     |
| 11月25日 | ZERO LIMIT/Thawing                                                              | 秋組 | 「ZERO LIMIT」                                                              | テレビアニメ『A3!』エンディングテーマ                                                              |
| 12月9日  | KNOCK'EM DEAD                                                                   | 天神コウ・冨着ずみ・嘉間良眩・春野穏人（小松昌平）、嘉間良流・鬼童町信乃・比作天外・久重護（益山武明）、三次利狂・杁敦豪・真我里依留・藻津ノラ（増元拓也）、和食雷我・黒崎隆景・石垣真那人・白島溺（濱健人） | 「KNOCK'EM DEAD」                                                           | 『HANDEAD ANTHEM』関連曲                                                                           |
| 12月9日  | KNOCK'EM DEAD                                                                   | 和食雷我・黒崎隆景・石垣真那人・白島溺（濱健人） | 「KNOCK'EM DEAD（Pay for a hobby ver.）」                                   | 『HANDEAD ANTHEM』関連曲                                                                           |
| 2021年   |                                                                                 | |                                                                             | |
| 2月7日   | THE IDOLM@STER SideM UNIT COLLECTION -MEET THE WORLD!-                          | 315 ALLSTARS | 「MEET THE WORLD!」                                                         | ゲーム『アイドルマスター SideM』関連曲                                                             |
| 2月7日   | THE IDOLM@STER SideM UNIT COLLECTION -MEET THE WORLD!-                          | FRAME | 「MEET THE WORLD!」                                                         | ゲーム『アイドルマスター SideM』関連曲                                                             |
| 3月3日   | THE IDOLM@STER SideM NEW STAGE EPISODE:11 FRAME                                 | FRAME | 「リビングアイズヒーロー」 「NEXT STAGE!」                                  | ゲーム『アイドルマスター SideM』関連曲                                                             |
| 3月24日  | A3! EVER LASTING LP                                                             | ルキフェル［月岡紬（田丸篤志）］、マルク［七尾太一（濱健人）］ | 「The Contract」                                                            | ゲーム『A3!』関連曲                                                                                |
| 4月15日  | AWAKE                                                                           | 天神コウ・冨着ずみ・嘉間良眩・春野穏人（小松昌平）、嘉間良流・鬼童町信乃・比作天外・久重護（益山武明）、三次利狂・杁敦豪・真我里依留・藻津ノラ（増元拓也）、和食雷我・黒崎隆景・石垣真那人・白島溺（濱健人）、ハンヒジュン・宇甘ガラ（榊原優希）、龍門樹・皆野幸（浦田わたる）、九里シモン・知花源次朗（熊谷健太郎） | 「AWAKE」                                                                   | 『HANDEAD ANTHEM』関連曲                                                                           |
| 5月7日   | 怨嗟ノ牢櫃                                                                      | 大葛籠（濱健人） | 「怨嗟ノ牢櫃」                                                              | 『音戯の譜～CHRONICLE～』関連曲                                                                    |
| 6月18日  | SOLO COLLECTION Ruby                                                            | 黒崎隆景（濱健人） | 「SAVIOR」                                                                  | 『HANDEAD ANTHEM』関連曲                                                                           |
| 7月21日  | SOLO COLLECTION Topaz                                                           | 石垣真那人（濱健人） | 「AWESOME NIGHT」                                                           | 『HANDEAD ANTHEM』関連曲                                                                           |
| 7月25日  | 零魂遊戯                                                                        | 零次元アイドル | 「零魂遊戯」                                                                | 『零次元アイドル』関連曲                                                                           |
| 8月11日  | SOLO COLLECTION Turquoise                                                       | 和食雷我（濱健人） | 「花の宴」                                                                  | 『HANDEAD ANTHEM』関連曲                                                                           |
| 9月15日  | SOLO COLLECTION Amethyst                                                        | 白島溺（濱健人） | 「溺れるテオリア」                                                          | 『HANDEAD ANTHEM』関連曲                                                                           |
| 9月29日  | THE IDOLM@STER SideM GROWING SIGN@L 01 Growing Smiles!                          | 315 ALLSTARS | 「Growing Smiles!」 「DRIVE A LIVE」 「Beyond The Dream」 「NEXT STAGE!」   | ゲーム『アイドルマスター SideM GROWING STARS』関連曲                                               |
| 10月8日  | ENLIGHTRIBE Side.ESMERALDA -THE BRILLIANCE-                                     | 双葉城瑛利（寺島惇太）、鳳凰碧瑠（濱健人）、加賀美比江呂（永野由祐）、砦螺藻（小松昌平） | 「El Dorado」                                                               | 『ENLIGHTRIBE』関連曲                                                                              |
| 12月25日 | 月下美儘                                                                        | 金華紗楽冴（岩崎諒太）、香久夜幻華（濱健人） | 「月華美儘」 「零魂遊戯-琥月ver-」                                          | 『零次元アイドル』関連曲                                                                           |
| 2022年   |                                                                                 | |                                                                             | |
| 1月5日   | A3! SUNNY AUTUMN EP                                                             | 七尾太一（濱健人） | 「Make My Dream」                                                           | ゲーム『A3!』関連曲                                                                                |
| 1月8日   | THE IDOLM@STER SideM UNIT COLLECTION -Growing Smiles!-                          | FRAME | 「Growing Smiles!」                                                         | ゲーム『アイドルマスター SideM GROWING STARS』関連曲                                               |
| 1月12日  | THE IDOLM@STER SideM GROWING SIGN@L 03 FRAME                                    | FRAME | 「Plus 1 Good Day!」 「SOOTHING PLACE」                                     | ゲーム『アイドルマスター SideM GROWING STARS』関連曲                                               |
| 3月4日   | HANDEAD THE BEST                                                                | 天神コウ・冨着ずみ・嘉間良眩・春野穏人（小松昌平）、嘉間良流・鬼童町信乃・比作天外・久重護（益山武明）、三次利狂・杁敦豪・真我里依留・藻津ノラ（増元拓也）、和食雷我・黒崎隆景・石垣真那人・白島溺（濱健人） | 「MEMORIES」                                                                | 『HANDEAD ANTHEM』関連曲                                                                           |
| 3月4日   | HANDEAD THE BEST                                                                | 天神コウ（小松昌平）、嘉間良流（益山武明）、三次利狂（増元拓也）、和食雷我（濱健人） | 「WANTEAD HANDEAD -Remix Mosh ver-」                                        | 『HANDEAD ANTHEM』関連曲                                                                           |
| 3月12日  | THE IDOLM@STER SideM PASSION@TE FORMATION -PHYSICAL-                            | 315 STARS（フィジカルVer.） | 「RED HOT BEAT!!」                                                          | ゲーム『アイドルマスター SideM GROWING STARS』関連曲                                               |
| 3月12日  | THE IDOLM@STER SideM PASSION@TE FORMATION -PHYSICAL-                            | 木村龍（濱健人） | 「RED HOT BEAT!!」                                                          | ゲーム『アイドルマスター SideM GROWING STARS』関連曲                                               |
| 5月25日  | 劇場版 特 刀剣乱舞-花丸- ～雪ノ巻～ 歌詠集                                      | 陸奥守吉行（濱健人）、肥前忠広（小松昌平）、南海太郎朝尊（野島健児） | 「夜明けの空」                                                              | 劇場アニメ『特『刀剣乱舞-花丸-』～雪ノ巻～』エンディングテーマ                                     |
| 6月4日   | Persona                                                                         | 鳳凰碧瑠 （濱健人） | 「Persona」                                                                 | 『ENLIGHTRIBE』関連曲                                                                              |
| 10月1日  | THE IDOLM@STER SideM GROWING SIGN@L SOLO COLLECTION 01                          | 木村龍（濱健人） | 「Plus 1 Good Day!」                                                        | ゲーム『アイドルマスター SideM GROWING STARS』関連曲                                               |
| 12月21日 | THE IDOLM@STER SideM GROWING SIGN@L 15 Take a StuMp!                            | 315 ALLSTARS | 「Take a StuMp!」                                                           | ゲーム『アイドルマスター SideM GROWING STARS』関連曲                                               |
| 2023年   |                                                                                 | |                                                                             | ゲーム『アイドルマスター SideM GROWING STARS』関連曲                                               |
| 2月11日  | THE IDOLM@STER SideM UNIT COLLECTION -Take a StuMp!-                            | FRAME | 「Take a StuMp!」                                                           | |
| 3月11日  | 幻想のUtopia/安寧のDystopia                                                     | ピエール（堀江瞬）、蒼井悠介（菊池勇成）、蒼井享介（山谷祥生）、握野英雄（熊谷健太郎）、木村龍（濱健人）、秋山隼人（千葉翔也）、冬美旬（永塚拓馬）、榊夏来（渡辺紘）、若里春名（白井悠介）、紅井朱雀（益山武明）、東雲荘一郎（天﨑滉平）、アスラン＝ベルゼビュートII世（古川慎）、岡村直央（矢野奨吾）、硲道夫（伊東健人）、大河タケル（寺島惇太）、牙崎漣（小松昌平）、天峰秀（伊瀬結陸）、花園百々人（宮﨑雅也）、眉見鋭心（大塚剛央） | 「幻想のUtopia」                                                            | 舞台『THE IDOLM@STER SideM PASSIONABLE READING SHOW -超常事変〜対立スル正義〜-』オープニングテーマ |
| 3月29日  | THE IDOLM@STER SideM 49 ELEMENTS 09 FRAME                                       | FRAME | 「ONE to DREAM!」                                                           | ゲーム『アイドルマスター SideM GROWING STARS』関連曲                                               |
| 3月29日  | THE IDOLM@STER SideM 49 ELEMENTS 09 FRAME                                       | 木村龍（濱健人） | 「SPARKLE SIGN」                                                            | ゲーム『アイドルマスター SideM GROWING STARS』関連曲                                               |
| 4月12日  | A3! 秋組第九回公演曲「Dawn of the Red」                                         | 七尾太一（濱健人）、摂津万里(沢城千春) | 「Dawn of the Red」                                                         | ゲーム『A3!』関連曲                                                                                |
| 10月28日 | THE IDOLM@STER SideM 8th STAGE THEME SONG「Hands & Claps!」                     | 315 ALLSTARS | 「Hands & Claps!」                                                          | ライブイベント『THE IDOLM@STER SideM 8th STAGE 〜ALL H@NDS TOGETHER〜』テーマソング                |
| 10月28日 | THE IDOLM@STER SideM 8th STAGE THEME SONG「Hands & Claps!」                     | 315 STARS（フィジカルVer.） | 「Hands & Claps!」                                                          | ライブイベント『THE IDOLM@STER SideM 8th STAGE 〜ALL H@NDS TOGETHER〜』テーマソング                |
| 12月27日 | THE IDOLM@STER SideM CIRCLE OF DELIGHT 02 FRAME                                 | FRAME | 「Amber Color Oasis」 「また明日」の約束を」                                | 『アイドルマスター SideM』関連曲                                                                   |
| 2024年   |                                                                                 | |                                                                             | |
| 2月10日  | 四心争乱 -天地一指-                                                             | 山下次郎（中島ヨシキ）、葛之葉雨彦（笠間淳）、伊集院北斗（神原大地）、木村龍（濱健人）、円城寺道流（濱野大輝）、天ヶ瀬冬馬（寺島拓篤）、眉見鋭心（大塚剛央）、九十九一希（比留間俊哉）、神楽麗（永野由祐） | 「四心争乱 -天地一指-」                                                     | 朗読劇『THE IDOLM@STER SideM PASSIONABLE READING SHOW 〜天地四心伝〜』主題歌                       |
| 2月10日  | 四心争乱 -天地一指-                                                             | 木村龍（濱健人）、神楽麗（永野由祐） | 「Side 花葉」                                                               | 朗読劇『THE IDOLM@STER SideM PASSIONABLE READING SHOW 〜天地四心伝〜』主題歌                       |
| 7月13日  | THE IDOLM@STER SideM CIRCLE OF DELIGHT SOLO COLLECTION 01                       | 木村龍（濱健人） | 「Amber Color Oasis」                                                       | 『アイドルマスター SideM』関連曲                                                                   |
| 7月13日  | THE IDOLM@STER SideM 9th STAGE THEME SONG「Gather Round!」                      | 315 ALLSTARS | 「Gather Round!」                                                           | ライブイベント『THE IDOLM@STER SideM 9th STAGE ～MIR＠-CIRCLE CRESCENDO～』テーマソング            |
| 7月13日  | THE IDOLM@STER SideM 9th STAGE THEME SONG「Gather Round!」                      | 315 STARS（フィジカルVer.） | 「Gather Round!」                                                           | ライブイベント『THE IDOLM@STER SideM 9th STAGE ～MIR＠-CIRCLE CRESCENDO～』テーマソング            |
| 8月22日  | ASTRONOTE                                                                       | ATOMOSUREINN、Twi■■light、LMLMMxxx♡、我楽多KING | ASTRONOTE                                                                   | 『Astro Dive』関連曲                                                                               |
| 9月11日  | A3! ACT4! -Autumn-                                                              | 秋組 | Third Impact                                                                | ゲーム『A3!』関連曲                                                                                |
| 10月23日 | A3! Spotlight LP                                                                | 秋組 | 「よりみち気分」                                                            | ゲーム『A3!』関連曲                                                                                |
| 2025年   |                                                                                 | |                                                                             | |
| 1月8日   | THE IDOLM@STER SideM 10th ANNIVERSARY P@SSION 06 FRAME                          | FRAME | 「スターチスを束にして」 「ULTIMATE FLAME」                                 | 『アイドルマスター SideM』関連曲                                                                   |
| 2月26日  | Astro Dive First Message -我楽多KING-                                           | 我楽多KING | 「ハイパー☆ダイバー☆我楽多伝説パーリナイ」 「ASTRONOTE（我楽多KING Ver.）」 | 『Astro Dive』関連曲                                                                               |

### その他参加作品
| 発売日         | 商品名                                            | 歌                           | 楽曲                                                                 | 備考                             |
| -------------- | ------------------------------------------------- | ---------------------------- | -------------------------------------------------------------------- | -------------------------------- |
| 2018年7月16日  | K for…                                            | K4                           | 「K for…」 「K4体操」 「K for…（アナザーバージョン）」               | Web番組『K4カンパニー』関連曲    |
| 2019年5月11日  | K4行進曲!!!!                                      | K4                           | 「K4行進曲」 「STEP BY STEP」                                        | Web番組『K4カンパニー』関連曲    |
| 2019年10月25日 | EXISTENCE                                         | 濱健人、小松昌平             | 「EXISTENCE」 「Have good Holiday! ~Komatsu Shohei&Hama Kento ver~」 | Web番組『K4カンパニー』関連曲    |
| 2020年2月12日  | The Anthems                                       | ZiNG feat.らっぷびと、濱健人 | 「The Emperor」                                                      | アニメ『ケンガンアシュラ』関連曲 |
| 2020年8月31日  | Message                                           | K4                           | 「Have a good Holiday! (All Member ver)」 「link」                   | Web番組『K4カンパニー』関連曲    |
| 2021年3月19日  | Believe!                                          | K4                           | 「Believe!」 「K4あるあるソング (全員Ver.)」                         | Web番組『K4カンパニー』関連曲    |
| 2021年3月19日  | Believe!限定盤特典CD K4あるあるソング～ソロver.～ | 濱健人                       | 「K4あるあるソング (濱ver.)」                                        | Web番組『K4カンパニー』関連曲    |
| 2021年8月17日  | ドゥーゲン坂PartyNight☆                           | 益山武明、濱健人             | 「ドゥーゲン坂PartyNight☆」 「link ～Acoustic ver～」                | Web番組『K4カンパニー』関連曲    |
| 2022年2月25日  | 最高LOVE                                          | K4                           | 「最高LOVE」                                                         | Web番組『K4カンパニー』関連曲    |
| 2022年2月25日  | 最高LOVE Black Coffee特典CD                       | 濱健人                       | 「Black Coffee (濱健人ver)」                                         | Web番組『K4カンパニー』関連曲    |

### 初出話一覧
1. ↑  第13話初出
2. ↑  第4話初出
3. ↑  第7話初出
4. ↑  第15話初出
5. ↑  第31話初出
6. ↑  第34話初出
7. 1 2  第1話初出
8. ↑  第2話初出
9. ↑  第9話初出

### ユニットメンバー
1. 1 2 3 4 5 6 7 8 9 10 11 12 13 14 15  握野英雄（熊谷健太郎）、木村龍（濱健人）、信玄誠司（増元拓也）
2. 1 2  天ヶ瀬冬馬（寺島拓篤）、御手洗翔太（松岡禎丞）、伊集院北斗（神原大地）、天道輝（仲村宗悟）、桜庭薫（内田雄馬）、柏木翼（八代拓）、都築圭（土岐隼一）、神楽麗（永野由祐）、鷹城恭二（梅原裕一郎）、ピエール（堀江瞬）、渡辺みのり（高塚智人）、伊瀬谷四季（野上翔）、秋山隼人（千葉翔也）、若里春名（白井悠介）、冬美旬（永塚拓馬）、榊夏来（渡辺紘）、蒼井享介（山谷祥生）、蒼井悠介（菊池勇成）、硲道夫（伊東健人）、舞田類（榎木淳弥）、山下次郎（中島ヨシキ）、清澄九郎（中田祐矢）、猫柳キリオ（山下大輝）、華村翔真（バレッタ裕）、握野英雄（熊谷健太郎）、木村龍（濱健人）、信玄誠司（増元拓也）、紅井朱雀（益山武明）、黒野玄武（深町寿成）、神谷幸広（狩野翔）、東雲荘一郎（天﨑滉平）、アスラン＝ベルゼビュートII世（古川慎）、卯月巻緒（児玉卓也）、水嶋咲（小林大紀）、大河タケル（寺島惇太）、円城寺道流（濱野大輝）、牙崎漣（小松昌平）、岡村直央（矢野奨吾）、橘志狼（古畑恵介）、姫野かのん（村瀬歩）、秋月涼（三瓶由布子）、兜大吾（浦尾岳大）、九十九一希（徳武竜也）、葛之葉雨彦（笠間淳）、北村想楽（汐谷文康）、古論クリス（駒田航）
3. 1 2  天ヶ瀬冬馬（寺島拓篤）、天道輝（仲村宗悟）、渡辺みのり（高塚智人）、木村龍（濱健人）、秋山隼人（千葉翔也）、伊瀬谷四季（野上翔）、紅井朱雀（益山武明）、アスラン＝ベルゼビュートII世（古川慎）、水嶋咲（小林大紀）、橘志狼（古畑恵介）、大河タケル（寺島惇太）、円城寺道流（濱野大輝）、牙崎漣（小松昌平）、兜大吾（浦尾岳大）
4. 1 2 3  摂津万里（沢城千春）、兵頭十座（武内駿輔）、七尾太一（濱健人）、伏見臣（熊谷健太郎）、古市左京（帆世雄一）
5. ↑  大和守安定（市来光弘）、加州清光（増田俊樹）、へし切長谷部（新垣樽助）、今剣（山下大輝）、前田藤四郎（入江玲於奈）、にっかり青江（間島淳司）、蜂須賀虎徹（興津和幸）、陸奥守吉行（濱健人）、鯰尾藤四郎（斉藤壮馬）、歌仙兼定（石川界人）、宗三左文字（泰勇気）、薬研藤四郎（山下誠一郎）、燭台切光忠（佐藤拓也）、五虎退（粕谷雄太）、山姥切国広（前野智昭）、獅子王（逢坂良太）、石切丸（高橋英則）、秋田藤四郎（山谷祥生）、乱藤四郎（山本和臣）、鳴狐（浅沼晋太郎）、愛染国俊（山下誠一郎）、同田貫正国（櫻井トオル）、鶴丸国永（斉藤壮馬）、平野藤四郎（浅利遼太）、骨喰藤四郎（鈴木裕斗）、厚藤四郎（山下大輝）、小夜左文字（村瀬歩）、鶯丸（柿原徹也）、堀川国広（榎木淳弥）、和泉守兼定（木村良平）、太郎太刀（泰勇気）、二郎太刀（宮下栄治）、大倶利伽羅（古川慎）、三日月宗近（鳥海浩輔）、博多藤四郎（大須賀純）、山伏国広（櫻井トオル）、御手杵（浜田賢二）、江雪左文字（佐藤拓也）、浦島虎徹（福島潤）、一期一振（田丸篤志）、蜻蛉切（櫻井トオル）、日本号（津田健次郎）、小狐丸（近藤隆）、岩融（宮下栄治）、蛍丸（井口祐一）、明石国行（浅利遼太）、長曽祢虎徹（新垣樽助）
6. ↑  岡村直央（矢野奨吾）、橘志狼（古畑恵介）、姫野かのん（村瀬歩）
7. ↑  秋月涼（三瓶由布子）、兜大吾（浦尾岳大）、九十九一希（徳武竜也）
8. 1 2  摂津万里（沢城千春）、兵頭十座（武内駿輔）、七尾太一（濱健人）、伏見臣（熊谷健太郎）、古市左京（帆世雄一）、泉田莇（小西成弥）
9. ↑  都築圭（土岐隼一）、神楽麗（永野由祐）
10. ↑  蒼井享介（山谷祥生）、蒼井悠介（菊池勇成）
11. ↑  猫柳キリオ（山下大輝）、華村翔真（バレッタ裕）、清澄九郎（中田祐矢）
12. ↑  紅井朱雀（益山武明）、黒野玄武（深町寿成）
13. 1 2  硲道夫（伊東健人）、舞田類（榎木淳弥）、山下次郎（中島ヨシキ）
14. ↑  大河タケル（寺島惇太）、円城寺道流（濱野大輝）、牙崎漣（小松昌平）
15. 1 2  葛之葉雨彦（笠間淳）、北村想楽（汐谷文康）、古論クリス（駒田航）
16. ↑  小野賢章、勝杏里、土岐隼一、内田雄馬、濱健人
17. 1 2 3  三次利狂（増元拓也）、比作天外（益山武明）、白島溺（濱健人）、嘉間良眩（小松昌平）
18. 1 2  和食雷我（濱健人）、久重護（益山武明）、藻津ノラ（増元拓也）、春野穏人（小松昌平）
19. 1 2  天神コウ（小松昌平）、杁敦豪（増元拓也）、黒崎隆景（濱健人）、鬼童町信乃（益山武明）
20. 1 2  嘉間良流（益山武明）、石垣真那人（濱健人）、冨着ずみ（小松昌平）、真我里依留（増元拓也）
21. ↑  天ヶ瀬冬馬（寺島拓篤）、御手洗翔太（松岡禎丞）、伊集院北斗（神原大地）、天道輝（仲村宗悟）、桜庭薫（内田雄馬）、柏木翼（八代拓）、都築圭（土岐隼一）、神楽麗（永野由祐）、鷹城恭二（梅原裕一郎）、ピエール（堀江瞬）、渡辺みのり（高塚智人）、伊瀬谷四季（野上翔）、秋山隼人（千葉翔也）、若里春名（白井悠介）、冬美旬（永塚拓馬）、榊夏来（渡辺紘）、蒼井享介（山谷祥生）、蒼井悠介（菊池勇成）、硲道夫（伊東健人）、舞田類（榎木淳弥）、山下次郎（中島ヨシキ）、清澄九郎（中田祐矢）、猫柳キリオ（山下大輝）、華村翔真（バレッタ裕）、握野英雄（熊谷健太郎）、木村龍（濱健人）、信玄誠司（増元拓也）、紅井朱雀（益山武明）、黒野玄武（深町寿成）、神谷幸広（狩野翔）、東雲荘一郎（天﨑滉平）、アスラン＝ベルゼビュートII世（古川慎）、卯月巻緒（児玉卓也）、水嶋咲（小林大紀）、大河タケル（寺島惇太）、円城寺道流（濱野大輝）、牙崎漣（小松昌平）、岡村直央（矢野奨吾）、橘志狼（古畑恵介）、姫野かのん（村瀬歩）、秋月涼（三瓶由布子）、兜大吾（浦尾岳大）、九十九一希（比留間俊哉）、葛之葉雨彦（笠間淳）、北村想楽（汐谷文康）、古論クリス（駒田航）
22. ↑  式部翌檜（佐藤元）、剣崎穀丞（高塚智人）、双海仁輝（多田啓太）、西海石（馬場惇平）、絹川太朗（竹内栄治）、枕野音鶴（浦尾岳大）、鳴羽柚助（子安光樹）、神鳥谷那琉（徳留慎乃佑）、西寺拓史（金本涼輔）、金華紗楽冴（岩崎諒太）、香久夜幻華（濱健人）
23. 1 2 3 4  天ヶ瀬冬馬（寺島拓篤）、御手洗翔太（松岡禎丞）、伊集院北斗（神原大地）、天道輝（仲村宗悟）、桜庭薫（内田雄馬）、柏木翼（八代拓）、都築圭（土岐隼一）、神楽麗（永野由祐）、鷹城恭二（梅原裕一郎）、ピエール（堀江瞬）、渡辺みのり（高塚智人）、伊瀬谷四季（野上翔）、秋山隼人（千葉翔也）、若里春名（白井悠介）、冬美旬（永塚拓馬）、榊夏来（渡辺紘）、蒼井享介（山谷祥生）、蒼井悠介（菊池勇成）、硲道夫（伊東健人）、舞田類（榎木淳弥）、山下次郎（中島ヨシキ）、清澄九郎（中田祐矢）、猫柳キリオ（山下大輝）、華村翔真（バレッタ裕）、握野英雄（熊谷健太郎）、木村龍（濱健人）、信玄誠司（増元拓也）、紅井朱雀（益山武明）、黒野玄武（深町寿成）、神谷幸広（狩野翔）、東雲荘一郎（天﨑滉平）、アスラン＝ベルゼビュートII世（古川慎）、卯月巻緒（児玉卓也）、水嶋咲（小林大紀）、大河タケル（寺島惇太）、円城寺道流（濱野大輝）、牙崎漣（小松昌平）、岡村直央（矢野奨吾）、橘志狼（古畑恵介）、姫野かのん（村瀬歩）、秋月涼（三瓶由布子）、兜大吾（浦尾岳大）、九十九一希（比留間俊哉）、葛之葉雨彦（笠間淳）、北村想楽（汐谷文康）、古論クリス（駒田航）、天峰秀（伊瀬結陸）、花園百々人（宮﨑雅也）、眉見鋭心（大塚剛央）
24. 1 2 3  天ヶ瀬冬馬（寺島拓篤）、天道輝（仲村宗悟）、渡辺みのり（高塚智人）、木村龍（濱健人）、秋山隼人（千葉翔也）、伊瀬谷四季（野上翔）、紅井朱雀（益山武明）、アスラン＝ベルゼビュートII世（古川慎）、水嶋咲（小林大紀）、橘志狼（古畑恵介）、大河タケル（寺島惇太）、円城寺道流（濱野大輝）、牙崎漣（小松昌平）、兜大吾（浦尾岳大）、眉見鋭心（大塚剛央）
25. ↑  雨谷漣（佐藤元）、逢沢湊（浦和希）、朝日颯（大塚剛央)
26. ↑  栂乃那緒（林勇）、鳴海慧（鈴木崚汰）、音和セイラ（土岐隼一）
27. ↑  橘百々汰（村瀬歩）、慈透空（重松千晴）、近衛大刀（畠中祐）
28. 1 2  百千万億一生（岡本信彦）、雷電ひかる（濱健人）、天羽千尋（堀江瞬）
29. 1 2 3  小松昌平、益山武明、増元拓也、濱健人